# 将棋まつり
将棋まつり（しょうぎまつり）とは毎年夏もしくは冬に行われる将棋イベントである。将棋界にとっては重要な普及活動の一つであり、棋士と一般のファンが直接触れ合える大きなイベントでもある。将棋祭りとも表記される。

## 概要
将棋まつりは毎年1月もしくは8月、主に大規模小売店舗のイベントスペースを利用して開催されている。入場は基本的に無料で、イベントでは将棋棋士によるトークショー・指導対局・棋士によるサイン会のほか、プロ棋士による公開対局やアマチュア棋士による将棋大会などが行われる。また時にはアマチュア強豪選手とプロ棋士との対局も行われ、将棋まつり小中学生将棋大会で活躍した人物がそのまま奨励会入りしてプロになる事例も見受けられる。
イベントには一線級の棋士や人気棋士・女流棋士が数多く登場するため、当日は数多くの将棋ファンが会場に押し寄せる。そのほか、開催時期が学生が冬休みや夏休みの期間中にあたるため、子供の姿も多数見られる。

## 開催イベント
将棋まつりでは様々なイベントが行われる。なお下記のイベントの中には参加料を要するものもある。
指導対局
アマチュアとプロ棋士による対局。いわゆる「多面指し」（プロ一人に対してアマチュア数名が複数の将棋盤を用いて同時に対局する行為）によって行われる場合もある。
公開対局
プロ棋士同士がエキシビジョンの対局を行う。単発の対局もあれば、トーナメント方式や複数の棋士同士による対局もあり、また目隠し将棋など一風変わった対局も行われる場合がある。時にはプロ棋士とアマチュア強豪との対局（いわゆるプロアマ戦）が行われることも。
次の一手名人戦
上記の公開対局に関連して行われる場合が殆どで、対局中に会場の参加者に次の一手を出題するもの。大抵はサイン入り扇子や湯のみなどの賞品がある。
将棋大会・小中学生名人戦
アマチュア参加者や小学生同士による最強者決定戦。優勝者ほか上位には表彰（トロフィー・盾・賞状）と共に（商品券や図書券等の）賞品がでており、「○○杯争奪将棋大会」「一般勝ち抜き戦」や「アマチュア名人戦」などの名称が主に使われる。夏休み期間中であり「小・中学生名人戦」が同じく行われる。「シニア名人戦」「レディス名人戦」「駒姫名人戦」などの名称で年齢限定や女性限定の将棋大会が行われることもある（「駒姫」は女子児童選手を指す名称）。会場や年によっては会場スペースの関係で行われないこともある。
講演・講座
日本将棋連盟会長・役員・タイトル保持者による講演、プロ棋士などによる将棋講座が開かれる。
トークショー・サイン会
プロの棋士とアマチュアが触れ合える貴重な機会。
懸賞問題
プロ棋士出題の「詰将棋」「次の一手」問題が掲示され、締め切り後、正解者から抽選で賞品がもらえる。
即売会
将棋盤、将棋駒、棋士サイングッズほか将棋用品の即売会が開かれる。彫駒師製作実演コーナーが開かれることもある。

## 将棋まつり
本節では、日本将棋連盟の本部・支部が主催・共催・協賛の形で関わっている将棋まつりについて記載する。鉄道事業者系の百貨店で開催する事例が多い。
なお、地方の店舗・将棋道場などでも、夏に行われる将棋関連のイベントを「将棋まつり」などという名前で開催する場合もあるが、これらは本項の将棋まつりとは区別し、記載はしない。
- 東急将棋まつり（東急百貨店本店）
2019年で53回目を数える最も歴史ある将棋まつり。「東急小学生将棋大会」「小学生駒姫名人戦」「中学生将棋名人戦」の連盟主催の学生大会が行われる。
- さっぽろ東急将棋まつり（東急百貨店さっぽろ店）
2009年までは1月初旬に行われていたが、2010年以降は8月初旬に移っている。イベントには北海道ゆかりの棋士がしばしば参加する。北海道新聞社が主催に名を連ねており、同社杯争奪の将棋大会が開催されている。
- 京急将棋まつり（京急百貨店上大岡店）
日本将棋連盟神奈川県支部連合会が主催。1999年に始まり、2019年で21回目の開催。神奈川県ゆかりの棋士がしばしば参加する。毎年最終日に行われる「横浜名人戦将棋大会」[1]がイベントの目玉の一つとなっている。
- 上州将棋まつり（ヤマダ電機LABI1高崎）
2011年から毎年1月の「新春上州将棋まつり」と8月の「夏の上州将棋まつり」の2回開催している。ヤマダ電機が特別協賛しており、同社がスポンサーの「YAMADAこども将棋大会」も期間中に行われる。イベントには群馬県ゆかりの棋士がしばしば参加している。
- とちぎ将棋まつり（ホテル三日月）
2010年より毎年1月もしくは3月に開催。下野新聞社主催で、3月開催の場合は同新聞も後援に加わっている棋王戦のタイトル戦が同時開催される。宇都宮グランドホテル閉鎖により2022年以降は日光きぬ川スパ・ホテル三日月で開催。
- 近鉄将棋まつり（近鉄百貨店阿倍野店）
2009年まで毎年8月に36回開催された。イベントには、谷川浩司をはじめとする関西将棋会館の棋士が大挙して登場し、特に神吉宏充は毎回のように司会者・解説者・対局者として登場していた。
- ながの東急将棋まつり（ながの東急百貨店）
1972年から2008年まで毎年8月に36回開催された。

## その他
- 将棋まつりはイベントであるため、従来公式戦・非公式戦を問わずプロの一般棋戦は行われていなかった。しかし、まず女流棋戦について2006年に白瀧あゆみ杯争奪戦の創設により非公式戦が解禁されたほか、2015年には女子将棋YAMADAチャレンジ杯の創設で公式戦も解禁。さらに2016年に上州YAMADAチャレンジ杯が創設されたことで男性棋士の一般棋戦も行わるようになった。毎年、東急将棋まつりで白瀧杯のトーナメント戦の数対局が行われるほか、夏の上州将棋まつりでYAMADAチャレンジ杯（男女とも）のトーナメントが行われる。他に類似の例としては京急将棋まつりのLADIES HOLLY CUP(2009年)がある。
- 将棋まつりではほぼ毎回、小中学生限定の将棋大会が行われており、ここで活躍したちびっ子が後に棋士になる場合が多い。中でも羽生善治は小学生時代に将棋まつりでの将棋大会で驚異的な戦績をおさめていた。その際迷子防止のために広島東洋カープの赤帽子を常に着用していたことから、「恐怖の赤ヘル少年」としてアマチュア将棋界にその名が知れ渡ることになった。
- 近鉄将棋まつりは、2010年からあべのハルカスが着工され、建設中は代替会場のあべのandが手狭であったため、2010年は将棋大会のみ開催し、2011年以降は近鉄将棋まつりを休止し、神戸新聞松方ホールで「こうべ将棋まつり」として開催している。
- この他に上記の会場とは違い、毎年恒例行事ではないが地方において日本将棋連盟が単発で行っている将棋まつりもある。